# Artemisia stricta
Artemisia stricta là một loài thực vật có hoa trong họ Cúc. Loài này được Edgew. mô tả khoa học đầu tiên năm 1846.